# Funktionærloven
Funktionærloven, egentlig Lov om retsforholdet mellem arbejdsgivere og funktionærer, er en dansk lov, der giver funktionærer en række rettigheder hvad angår opsigelse og opsigelsesvarsel, løn under sygdom m.v.
Den første funktionærlov blev vedtaget i 1938 og er senest revideret i 2017.
Funktionærloven er ikke en generel ansættelsesretlig lov, idet den kun gælder for visse faggrupper - i lovens forstand kaldes disse for "funktionærer". Kerneområdet er medarbejdere beskæftiget med kontorarbejde, handel (f.eks. butiksekspedienter), lagerekspedition, teknisk eller klinisk arbejde (f.eks. ingeniører, sygeplejersker og læger), ledelse m.v. Bemærk dog, at ledere, som ikke er underlagt en instruktionsbeføjelse, f.eks. administrerende direktører ikke er omfattet af loven.
Loven omfatter som udgangspunkt ikke medarbejdere, der er beskæftiget med håndværks- eller -fabriksarbejde, landbrug, fiskeri, tjenere, køkkenarbejde osv. Man skal dog være opmærksom på, at selv om mange faggrupper ikke umiddelbart er omfattet af loven, er en del af disse faggrupper alligevel omfattet af loven via ansættelsesaftaler eller overenskomster, som angiver at loven skal finde anvendelse (f.eks. sygehjælpere, pædagoger, sosu-assistenter, folkeskolelærere). Disse betegnes af og til som "aftalefunktionærer", modsat "lovfunktionærer", som automatisk omfattes af loven. Endelig skal man være opmærksom på, at en del faggrupper, der som udgangspunkt er omfattet af loven, i kraft af overenskomst, som fraviger loven, har en retsstilling, som er bedre eller dårligere end den loven giver.
Det er en betingelse for lovens anvendelse, at medarbejderen er beskæftiget i mindst 8 timer ugentligt (i snit), og det er en betingelse, at medarbejderen ikke er tjenestemand. 
Lovens opsigelsesregler etablerer et system med opsigelsesvarsler, som bygger på medarbejderens anciennitet, og som ikke kan fraviges til skade for medarbejderen. Der er også mulighed for kompensation i visse tilfælde.
Indtil udgangen af 2015 blev reglerne om kunde- og konkurrenceklausuler reguleret i funktionærloven, men disse klausuler bliver nu reguleret i lov om ansættelsesklausuler, som trådte i kraft den 1. januar 2016. 